# フアン・ミゲル・ラタサ
フアン・ミゲル・ラタサ・フェルナンデス・ラジョス（スペイン語: Juan Miguel Latasa Fernández Layos, 2001年3月23日 - ）は、スペイン・マドリード州マドリード出身のサッカー選手。レアル・バリャドリード所属。ポジションはフォワード。

## クラブ経歴
地元マドリードのADウニオン・アダルベのカンテラを経て2016年にレアル・マドリードのカンテラに入団。2019年にBチームにあたるカスティージャへと昇格すると、2022年5月15日のリーグ第37節のカディスCF戦でトップチームデビューを果たした。
2022年夏はトップチームのプレシーズン遠征にも帯同しており、カリム・ベンゼマの控えとしてトップチーム昇格も報じられたが、2022年8月27日、同じマドリード州のヘタフェCFへのレンタル移籍が発表された。契約期間は1年間で完全移籍オプションが付与されている。
2024年8月14日、レアル・バリャドリードに移籍した。